# Anteridi

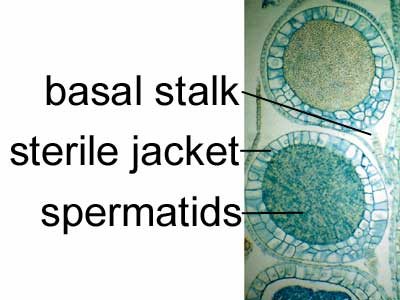
Diagrama de l'anatomia d'un anteridi. Basal stalk:tija basal, Sterile jacket':Funda estèril, Spermatids:espermàtide

Un anteridi (en llatí i altres idiomes: antheridium plural: antheridia) és una estructura haploide o òrgan que produeix i conté gàmetes masculins (anomenats anterozoides o esperma). És present en la fase de gametòfit de les plantes inferiors com les molses i falgueres, i també en les plantes primitives vasculars del grup Psilotophyta. Moltes algues i alguns fongs, per exemple els ascomicets i oomicets, també tenen anteridis durant els seus estadis reproductius.
Un anteridi típicament consisteix en cèl·lules estèrils i teixits espermatogènics. Les cèl·lules estèrils poden formar una estructura de suport central o envoltar els teixits espeermatogènics en una funda protectora. Les cèl·lules espermatogèniques donen lloc a espermàtides via mitosi. En briòfits, l'anteridi s'origina en un anteridiòfor, una estructura com una tija que porta l'anteridi en el seu àpex.
En moltes gimnospermes i en tots els angiosperms, els gametòfits mascle han quedat reduïts a grans de pol·len i els seus anteridis s'han reduït a simples cèl·lules generatives dins del gra de pol·len. Durant la pol·linització, aquesta cèl·lula generativa es divideix i dona lloc a dos nuclis espermàtics.
L'arquegoni és el corresponent femení de l'anteridi.

## Galeria

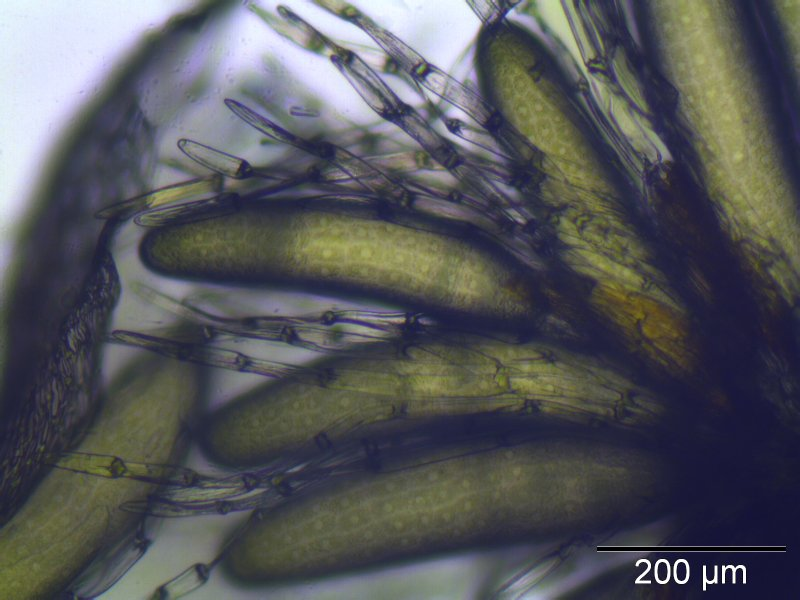
Vista d'anteridis en desenvolupament en la molsa Hypnum cupressiforme